# Prizma (glasbena skupina)
Prizma je slovenska glasbena skupina, ki je začela delovati leta 1974. Širši javnosti je postala poznana s pisanjem in izvajanjem glasbe za mladinske oddaje "Pisani svet" na tekste Svetlane Makarovič , ki so bile predvajane na TV Slovenija. Udeležila se je festivala Slovenske popevke, kjer je bila izbrana za najboljšega debitanta s skladbo Pogum, ki je leta 1979 izšla na istoimenskem avtorskem albumu Pogum. Dvakrat zaporedoma je skupina Prizma zmagala na festivalu Melodije morja in sonca. Prisotni so bili tudi na Opatijskem festivalu, Zagrebškem festivalu, Veseli jeseni in DSZG (Dnevi slovenske zabavne glasbe).  Njihove najbolj poznane skladbe so Pogum, Senca, Tujca, Od enih do treh, Dobrodošli, Ta moška... Leta 1987 so se sporazumno razšli. V nekaj več kot trinajstih letih delovanja je imela skupina približno 1300 živih  nastopov.
Ko je Dragan Bulič februarja 2010 v hali Tivoli organiziral koncert znanih skupin iz 60. in 70. let, je povabil tudi Prizmo. S kvartetom Prizma sta kot zunanja člana takrat sodelovala tudi kitarist Zdenko Cotič - Coto , in na bas kitari Matjaž Švagelj, takrat član zasedbe Kalamari. 
Prizma od leta 2011 ponovno deluje kot trio z dvema akustičnima kitarama in klavirjem, in predstavlja svoje avtorske skladbe v akustični preobleki. Originalnima članoma, Ladiju in Franciju pa se je kot kitarist pridružil Matjaž Švagelj. 
Ker je leta 2024 minilo 50 let od nastanka skupine, so se »fantje« odločili, da obletnico obeležijo z nizom koncertov po Sloveniji in zamejstvu v „okrepljeni“ zasedbi. Pridružila sta se jim še bobnar Bogdan Turnšek-Poly (Avia bend, Kalamari...) in basist Giovanni Toffoloni (Nina Pušlar bend, Eva Boto bend, Jan Plestenjak, MMS bend...). V letu 2024 so posneli tudi dve novi avtorski skladbi. 
V letu 2025 so pri Dallas record izdali dvojni vinilni album, posnet v živo na jubilejnem koncertu v Divači, 25.05.2024. Pripravljajo tudi niz koncertov po Sloveniji in zamejstvu. 

## Zasedba
- Vladimir "Ladi" Mljač – bobni, solo vokal (1974 - 1987.....2011 - danes)
- Franci Čelhar – klaviature, vokal (1974 - 1987.....2011 - danes)
- Igor Kos – kitara, vokal (1974 - 1987)
- Vili Bertok – bas kitara (1974–1977)
- Danilo Kocjančič – bas kitara, solo vokal (1977–1984)
- Dušan Šandrić – bas kitara, solo vokal (1984–1987)
- Matjaž Švagelj - kitara, vokal (2011 - danes )

## Zasedba 2024.....
- Vladimir "Ladi" Mljač – akustična kitara, solo vokal
- Franci Čelhar – klaviature, spremljevalni vokal
- Matjaž Švagelj - električna kitara, spremljevalni vokal
- Bogdan Turnšek – bobni,
- Giovanni Toffoloni - bas kitara

## Diskografija

### Studijski albumi
- Pogum - LP vinyl + kaseta 1979
- Prizma - kaseta 1981
- Junak zadnje strane - LP vinyl + kaseta 1983

### Kompilacijski album
- Največje uspešnice, CD 1996

### Live (dvojni) album
- Dan mladosti - dvojni vinyl LP, 2025

### Singli
- "Če si moja" (1977)
- "Pogum" (s Tomažem Domiceljem) (1978)
- "Glas noči" (1979)
- "Moje čudne žene" (1979)

## Udeležbe na festivalih
- Slovenska popevka 1978: Pogum (nagrada za debitanta)
- Melodije morja in sonca 1979: Zasidran (nagrada za besedilo)
- Slovenska popevka 1979: Od enih do treh
- Zagrebški festival 1979: Moje čudne žene
- Slovenska popevka 1980: Bermudski trikotnik
- Opatijski festival 1981: Pri nas doma
- Opatijski festival 1979: Glas noči
- Slovenska popevka 1981: Moj oče filmski superstar
- Melodije morja in sonca 1981: Budnica (nagrada za besedilo)
- Vesela jesen 1981: Jutri moži se moje dekle
- Zagrebški festival 1981: Alojzija
- Slovenska popevka 1982: V petek zvečer
- Melodije morja in sonca 1982: Dobrodošli (zmagovalna skladba in nagrada za besedilo)
- Slovenska popevka 1983: Elektrošok (2. nagrada)
- Melodije morja in sonca 1983: Ta moška (zmagovalna skladba in nagrada za besedilo)
- Melodije morja in sonca 1984: Oprosti, Anja
- Melodije morja in sonca 2024: Vse to je res (9. mesto)